# Al-Hamdanijja (Ar-Rakka)
Al-Hamdanijja (arab. الحمدانية) – miejscowość w Syrii, w muhafazie Ar-Rakka. W 2004 roku liczyła 5348 mieszkańców.